# 齊格爾湖
53°39′17″N 11°25′24″E / 53.65472°N 11.42333°E

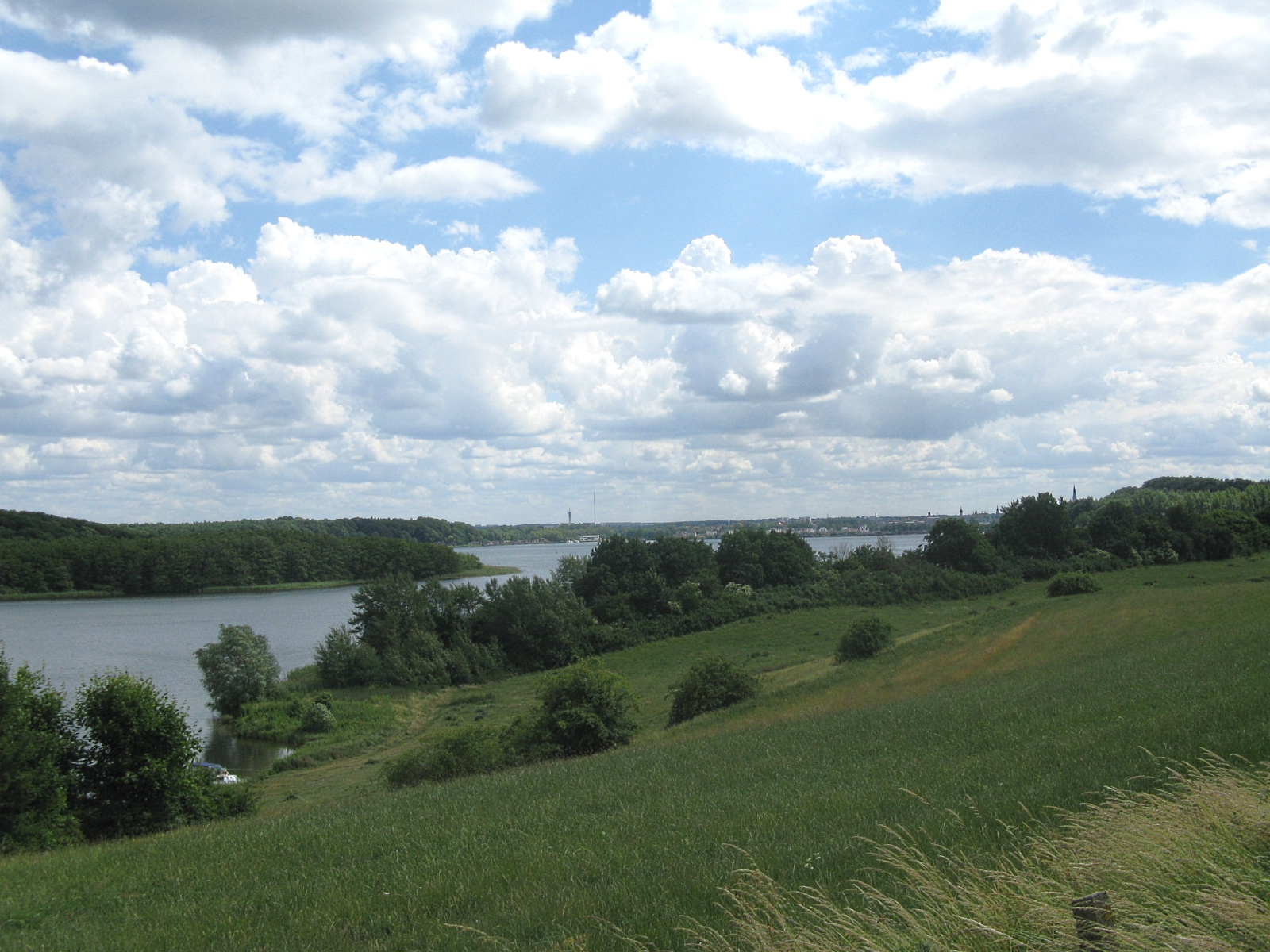

齊格爾湖（德語：Ziegelsee），是德國的湖泊，位於該國東北部梅克倫堡-前波美拉尼亞州，由什未林負責管轄，長2.3公里、寬1.1公里，面積3平方公里，海拔高度38米，平均水深10米，最大水深34米，水體容量3,000萬立方米。